# Andreas (Parish)

Andreas Parish, Isle of Man

Andreas (Manx: Skeerey Andreas) ist ein Parish auf der Isle of Man. Der Verwaltungsdistrikt liegt im Norden der Insel im Sheading von Ayre. Die Hauptsiedlung ist das gleichnamige Dorf Andreas, auch bekannt unter dem Namen Kirk Andreas. Das Parish hat 1397 Einwohner (Stand 2016).

## Geografie
Andreas grenzt im Westen an Jurby, im Osten an Bride und im Süden an Lezayre. Im Norden liegt die Irische See.
Das Parish ist niedrig gelegen. Das bedeutendste Binnengewässer ist der Lhen Trench, der etwa 7 km in Nord-Süd-Richtung verläuft, parallel zur Grenze mit Jurby. Im Norden sind die schottischen Southern Uplands und das Mull of Galloway bei gutem Wetter zu erkennen. Die Gesamtfläche beträgt etwa 39 Quadratkilometer. Das Dorf Andreas oder Kirk Andreas ist die einzige bedeutende Siedlung in dem Parish. Die nächstgelegene Stadt, Ramsey, ist 6 km entfernt.

## Geschichte
In dem Parish Andreas befinden sich mehrere antike Denkmäler und Stätten. Ballavarry Burial Mound ist ein Grabhügel aus der Bronzezeit, der etwas außerhalb des Dorfes Andreas gefunden wurde.
Knock y Doonee ist eine bedeutende historische und archäologische Stätte in Andreas. Ausgrabungen auf dem Gelände haben einen zweisprachigen Ogham-Stein in Latein und Ogham freigelegt, einen christlichen Keeill (eine kleine Kapelle), ein christlich geschnitztes Steinkreuz und ein wikingerzeitliches Schiffsgrab. Mehrere geschnitzte Steinkreuze und -platten wurden in Andreas entdeckt. Viele der Kreuze sind nur noch als Fragmente erhalten und befinden sich im Manx Museum, aber Thorwalds Kreuz kann zum Beispiel in der St. Andrew’s Church besichtigt werden.
Im ganzen Parish wurden mehrere frühchristliche Manx-Keeills dokumentiert; die meisten wurden jedoch zerstört, als ihre verbliebenen Steine im 19. Jahrhundert für den Bau anderer Gebäude entfernt wurden.

## Politik
Das Andreas-Parish ist Teil des Wahlkreises Ayre & Michael, der zwei Abgeordnete für das House of Keys wählt. Vor 2016 war es im Wahlkreis Ayre.
Das Parish wird verwaltet durch eine Gruppe von Commissionern. Aktuelle Kapitänin des Parish ist seit 2003 Dorothy Sayle.

## Sehenswürdigkeiten

### Kirchen

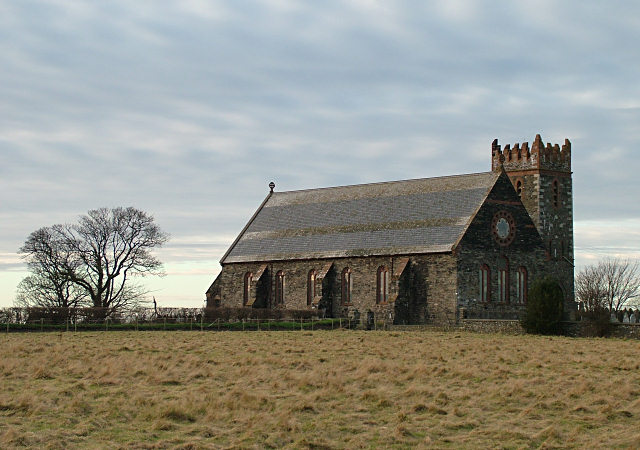
St. Andrew’s Kirche

Die St. Andrew’s Kirche im Dorf Andreas wurde 1802 mit Steinen aus Sulby Glen erbaut, da es keine lokalen Steinbrüche gab. 1860 wurde ein großer, ca. 37 m hoher Glockenturm hinzugefügt, der aber 1945 abgebaut wurde, um die Sicherheit der nahe gelegenen RAF Andreas zu verbessern. Die Kirche St. Jude’s befindet sich ebenfalls im Ortsteil St. Jude’s und wurde 1839 erbaut.

### Andreas Airfield
Nahe der Mitte der Gemeinde liegt der ehemalige Flugplatz der RAF Andreas, der von 1941 bis 1946 in Betrieb war. Er beherbergt heute eine kleine Anzahl von Leichtflugzeugen in Privatbesitz und wird auch von einem Segelflugverein genutzt.

### Naturschutzgebiet Cronk y Bing
Cronk y Bing ist das Gelände eines Naturschutzgebiets in Andreas, das sich bis zur Nordspitze der Isle of Man am Point of Ayre erstreckt. Es besteht aus Heideland und ausgedehnten Sanddünen. Pflanzen wie Marram-Gras, Pyramiden-Knabenkraut und Seegras dominieren das Gebiet.